# Bahamas en los Juegos Olímpicos de Los Ángeles 1984
Bahamas estuvo representada en los Juegos Olímpicos de Los Ángeles 1984 por un total de 22 deportistas que compitieron en 4 deportes.  
El portador de la bandera en la ceremonia de apertura fue el atleta Bradley Cooper. El equipo olímpico de Bahamas no obtuvo ninguna medalla en estos Juegos.